# Survivor Series (2013)
Survivor Series (2013) foi um evento em pay-per-view de luta profissional produzido pela WWE, que ocorreu em 24 de novembro de 2013, no TD Garden em Miami, Flórida. Foi o vigésimo sétimo evento da cronologia Survivor Series.

## Antes do evento
Survivor Series (2013) teve lutas de wrestling profissional de diferentes lutadores com rivalidades e histórias pré-determinadas que se desenvolveram no Raw, SmackDown e Main Event — programas de televisão da WWE, tal como nos programas transmitidos pela internet - Superstars e NXT. Os lutadores interpretaram um vilão ou um mocinho seguindo uma série de eventos para gerar tensão, culminando em várias lutas.

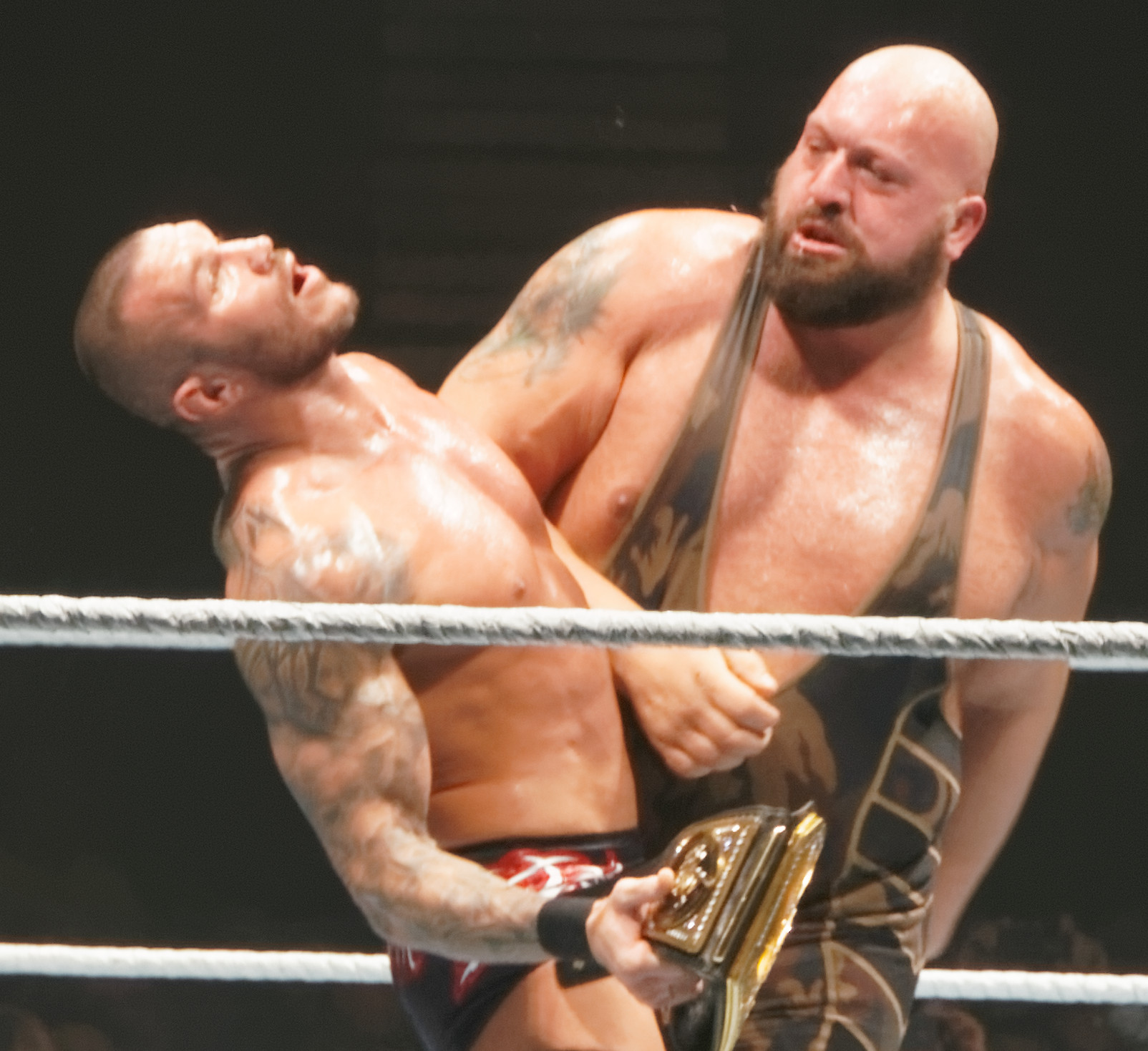
Big Show aplicando um K.O punch em Randy Orton.

A rivalidade principal levada ao Survivor Series foi entre Randy Orton e Big Show pelo WWE Championship. Desde que retornou de lesão em agosto, Big Show foi contra o regime imposto por Triple H e Stephanie McMahon de maus tratos a vários lutadores, especialmente Daniel Bryan, colocando-o, assim, em desacordo com as autoridades da empresa. Durante setembro, Big Show foi constantemente humilhado por Triple H e Stephanie McMahon, sendo usado para nocautear lutadores rebeldes, enquanto o ameaçavam de demiti-lo se não fizesse o mandado. No Battleground, em 6 de outubro, Big Show interferiu na luta entre Randy Orton e Daniel Bryan pelo vago WWE Championship, nocauteando ambos competidores e deixando a luta sem um vencedor. Como resultado destas ações, no Raw da noite seguinte, ele foi demitido da WWE (na história) por Stephanie, mas retornou na mesma noite para nocautear Triple H. Big Show continuou a aparecer "ilegalmente" nos Raws das semanas seguintes, ajudando Daniel Bryan, nocauteando o gerente geral Brad Maddox e custando a Seth Rollins e Roman Reigns o Tag Team Championship. Na edição do Raw de 21 de outubro, Show anunciou que estava entrando com um processo (na história) contra a WWE por demissão injusta. No Raw de 4 de novembro, ganhou uma negociação fora dos tribunais com Triple H e Stephanie McMahon sobre seu processo, e foi recontratado pela WWE, prometendo não processá-los mais, desde que tivesse uma luta contra Randy Orton pelo WWE Championship no Survivor Series. Triple H, mesmo relutante, aceitou, tornando a luta oficial.
O outro título mundial da companhia também seria defendido, com John Cena defendendo seu World Heavyweight Championship contra Alberto Del Rio. Depois de sofrer uma lesão no cotovelo em agosto, Cena foi supostamente colocado fora de ação por 4 ou 6 meses. No entanto, a gerente geral do SmackDown, Vickie Guerrero surpreendeu o então campeão Alberto Del Rio no Raw de 7 de outubro nomeando John Cena como seu oponente no Hell in a Cell , fazendo o retorno do mesmo muito antes do que o previsto. No evento, Cena derrotou Del Rio para conquistar o World Heavyweight Championship. No SmackDown de 8 de novembro, Vickie anunciou a revanche entre Cena e Del Rio pelo cinturão no Survivor Series.
Outra grande rivalidade dentro da WWE envolve CM Punk e Daniel Bryan enfrentando The Wyatt Family. Desde sua estréia, em julho, o grupo vem mirando a atacando vários Superstars, incluindo Kane, Kofi Kingston e The Miz, todas em função de Bray Wyatt exaltar pregações e ideais. No episódio do Raw de 28 de outubro, The Wyatt Family atacou Daniel Bryan nos bastidores, mandando-o para um hospital local sob cuidados médicos (kayfabe), e mais tarde na mesma noite, atacaram CM Punk no ringue. Com Punk e Bryan auxiliando um ou outro, e mostrando resistência aos ataques dos Wyatt nas semanas seguintes, até ser oficializado no WWE.com em 12 de novembro que CM Punk e Daniel Bryan enfrentarão Erick Rowan e Luke Harper no Survivor Series.
Como tradição, o Pay Per View contará com a Tradicional luta 5-contra-5 do Survivor Series. A primeira delas (anunciada no WWE.com em 18 de novembro) terá 5 homens de cada lado: The Shield (Dean Ambrose, Roman Reigns e Seth Rollins) e The Real Americans (Jack Swagger e Antonio Cesaro) contra Cody Rhodes, Goldust, The Usos (Jimmy e Jey) e Rey Mysterio, que fez um retorno surpresa no Raw de 18 de novembro.
A segunda luta de eliminação (anunciada no Raw de 18 de novembro) terá Natalya, The Bella Twins (Brie e Nikki Bella), The Funkadactyls (Cameron e Naomi), Eva Marie e JoJo enfrentando AJ Lee, Tamina Snuka, Kaitlyn , Alicia Fox, Rosa Mendes, Aksana e Summer Rae. Essa luta surgiu com AJ Lee insultando Natalya e o resto das Divas presentes no reality show Total Divas.
Outra luta confirmada para o evento será entre Kofi Kingston e The Miz, cuja estará no pontapé inicial do Survivor Series No episódio do Raw de 18 de novembro, durante uma luta contra The Real Americans (Jack Swagger e Antonio Cesaro), The Miz se virou contra seu parceiro de dupla, Kofi Kingston, e desistiu da luta, resultando em um heel turn. Essa ação permitiu que Jack Swagger aplicasse um Ankle Lock em Kofi Kingston, que desistiu, dando a vitória a The Real Americans.
Também no episódio do Raw de 18 de novembro, Big E Langston derrotou Curtis Axel pelo Intercontinental Championship. Dois dias depois, Triple H anunciou, em entrevista a Michael Cole, que Big E Langston defenderá seu novo cinturão frente à Curtis Axel no Survivor Series.

## Resultados
| Nº                                          | Resultados | Estipulações                                        | Tempo |
| ------------------------------------------- | --- | --------------------------------------------------- | ----- |
| Pré- show                                   | The Miz derrotou Kofi Kingston | Luta individual                                     | 8:39  |
| 1                                           | The Shield (Dean Ambrose, Roman Reigns e Seth Rollins) e The Real Americans (Jack Swagger e Antonio Cesaro) (com Zeb Colter) derrotaram Cody Rhodes, Goldust, The Usos (Jimmy e Jey) e Rey Mysterio | Tradicional luta 5-contra-5 do Survivor Series      | 24:15 |
| 2                                           | Big E Langston (c) derrotou Curtis Axel | Luta individual pelo Intercontinental Championship  | 6:07  |
| 3                                           | Natalya, The Bella Twins (Brie e Nikki Bella), The Funkadactyls (Cameron e Naomi), Eva Marie e JoJo derrotaram AJ Lee, Tamina Snuka, Kaitlyn, Alicia Fox, Rosa Mendes, Aksana e Summer Rae          | Luta de septetos de eliminação                      | 11:33 |
| 4                                           | Mark Henry derrotou Ryback | Luta individual                                     | 4:53  |
| 5                                           | John Cena (c) derrotou Alberto Del Rio | Luta individual pelo World Heavyweight Championship | 18:51 |
| 6                                           | CM Punk e Daniel Bryan derrotaram The Wyatt Family (Erick Rowan e Luke Harper) (com Bray Wyatt) | Luta de duplas                                      | 19:10 |
| 7                                           | Randy Orton (c) derrotou Big Show | Luta individual pelo WWE Championship               | 10:53 |
| (c) – Refere-se aos campeões antes da luta. | |                                                     |       |

### Eliminações das lutas Survivor Series

#### Luta de Superstars
| 1            | Dean Ambrose                                   | The Real Americans e The Shield                | Cody Rhodes                                    | Roll-Up                                        | 02:15                                          |                                                |                                                |                                                |                                                |
| 2            | Jack Swagger                                   | The Real Americans e The Shield                | Jey Uso                                        | Diving Splash                                  | 08:20                                          |                                                |                                                |                                                |                                                |
| 3            | Antonio Cesaro                                 | The Real Americans e The Shield                | Cody Rhodes                                    | Roll-Up                                        | 10:09                                          |                                                |                                                |                                                |                                                |
| 4            | Jey Uso                                        | The Usos, Mysterio e The Rhodes Brothers       | Roman Reigns                                   | Spear                                          | 14:45                                          |                                                |                                                |                                                |                                                |
| 5            | Cody Rhodes                                    | The Usos, Mysterio e The Rhodes Brothers       | Roman Reigns                                   | Spear                                          | 15:57                                          |                                                |                                                |                                                |                                                |
| 6            | Jimmy Uso                                      | The Usos, Mysterio e The Rhodes Brothers       | Seth Rollins                                   | Blackout                                       | 17:01                                          |                                                |                                                |                                                |                                                |
| 7            | Seth Rollins                                   | The Real Americans e The Shield                | Rey Mysterio                                   | Roll-Up                                        | 20:07                                          |                                                |                                                |                                                |                                                |
| 8            | Goldust                                        | The Usos, Mysterio e The Rhodes Brothers       | Roman Reigns                                   | Spear                                          | 23:46                                          |                                                |                                                |                                                |                                                |
| 9            | Rey Mysterio                                   | The Usos, Mysterio e The Rhodes Brothers       | Roman Reigns                                   | Spear                                          | 24:15                                          |                                                |                                                |                                                |                                                |
| Survivor(s): | Roman Reigns (The Real Americans & The Shield) | Roman Reigns (The Real Americans & The Shield) | Roman Reigns (The Real Americans & The Shield) | Roman Reigns (The Real Americans & The Shield) | Roman Reigns (The Real Americans & The Shield) | Roman Reigns (The Real Americans & The Shield) | Roman Reigns (The Real Americans & The Shield) | Roman Reigns (The Real Americans & The Shield) | Roman Reigns (The Real Americans & The Shield) |

#### Luta de Divas
| 1            | Alicia Fox                          | Não Total Divas                     | Naomi                               | Split-Legged Moonsault              | 01:23                               |                                     |                                     |                                     |                                     |                                     |                                     |                                     |
| 2            | Cameron                             | Total Divas                         | Rosa Mendes                         |                                     | 02:43                               |                                     |                                     |                                     |                                     |                                     |                                     |                                     |
| 3            | Rosa Mendes                         | Não Total Divas                     | Nikki Bella                         | Bella Buster                        | 02:52                               |                                     |                                     |                                     |                                     |                                     |                                     |                                     |
| 4            | Summer Rae                          | Não Total Divas                     | Nikki Bella                         | Dropkick                            | 03:25                               |                                     |                                     |                                     |                                     |                                     |                                     |                                     |
| 5            | Eva Marie                           | Total Divas                         | Kaitlyn                             | Fireman's Carry Gutbuster           | 04:00                               |                                     |                                     |                                     |                                     |                                     |                                     |                                     |
| 6            | Naomi                               | Total Divas                         | Kaitlyn                             | Fireman's Carry Gutbuster           | 04:32                               |                                     |                                     |                                     |                                     |                                     |                                     |                                     |
| 7            | Kaitlyn                             | Não Total Divas                     | Brie Bella                          | Missile Dropkick                    | 05:10                               |                                     |                                     |                                     |                                     |                                     |                                     |                                     |
| 8            | Brie Bella                          | Total Divas                         | Aksana                              | Divo Drop                           | 05:42                               |                                     |                                     |                                     |                                     |                                     |                                     |                                     |
| 9            | Aksana                              | Não Total Divas                     | Nikki Bella                         | Argentine backbreaker rack          | 06:04                               |                                     |                                     |                                     |                                     |                                     |                                     |                                     |
| 10           | JoJo                                | Total Divas                         | AJ Lee                              | Samoan Drop                         | 09:30                               |                                     |                                     |                                     |                                     |                                     |                                     |                                     |
| 11           | Tamina Snuka                        | Não Total Divas                     | Natalya                             | Sharpshooter                        | 10:55                               |                                     |                                     |                                     |                                     |                                     |                                     |                                     |
| 12           | AJ Lee                              | Não Total Divas                     | Natalya                             | Sharpshooter                        | 11:33                               |                                     |                                     |                                     |                                     |                                     |                                     |                                     |
| Survivor(s): | Nikki Bella e Natalya (Total Divas) | Nikki Bella e Natalya (Total Divas) | Nikki Bella e Natalya (Total Divas) | Nikki Bella e Natalya (Total Divas) | Nikki Bella e Natalya (Total Divas) | Nikki Bella e Natalya (Total Divas) | Nikki Bella e Natalya (Total Divas) | Nikki Bella e Natalya (Total Divas) | Nikki Bella e Natalya (Total Divas) | Nikki Bella e Natalya (Total Divas) | Nikki Bella e Natalya (Total Divas) | Nikki Bella e Natalya (Total Divas) |